# 닭의장풀
닭의장풀(학명: Commelina communis)은 닭의장풀과의 한해살이풀이다. 달개비, 닭의밑씻개라고도 불린다.

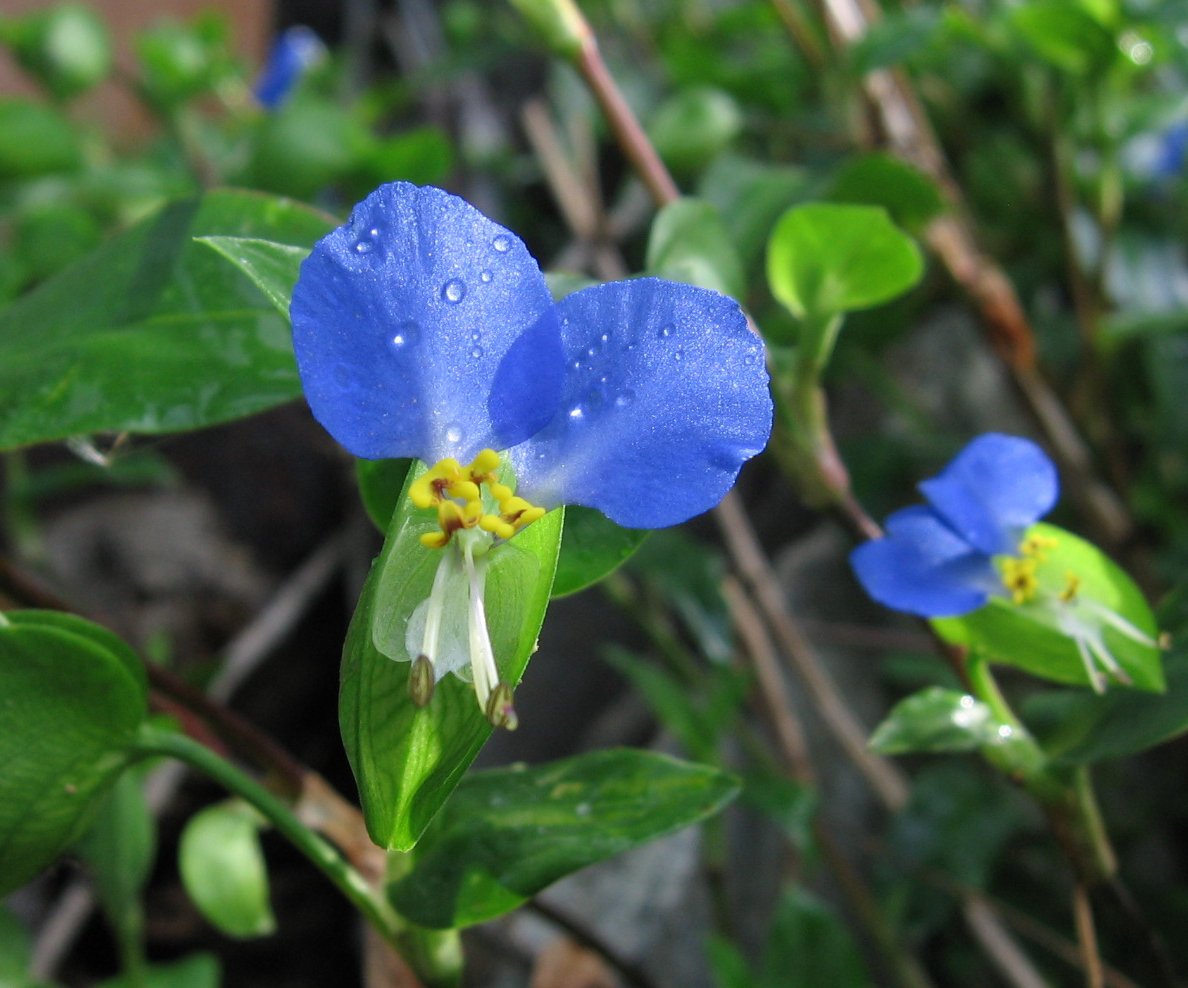
비 온 이후의 닭의장풀

줄기는 가로로 기어 뻗으며 많은 가지로 나뉘어 있다. 6에서9월경에 다소 반원형으로 접힌 포엽 속에서 1개씩의 청색 꽃이 피어나는데, 이들 꽃은 하루가 지나면 시들어버린다고한다. 한편, 꽃잎 중에서 2개는 크고 청색인데 비해 다른 1개는 작고 흰색이다. 완전한 수술은 2개이고 길며, 다른 4개는 헛수술이다. 열매는 벌어지고, 꽃지름은 2cm 정도인데, 재배종에는 꽃지름이 4cm 정도인 것과 큰 잎을 가지는 것 등이 있다. 주로 밭이나 길가에서 자라며, 한국 각지에 분포하고 있다. 잎과 줄기는 식용하며, 꽃은 염료로 이용한다.

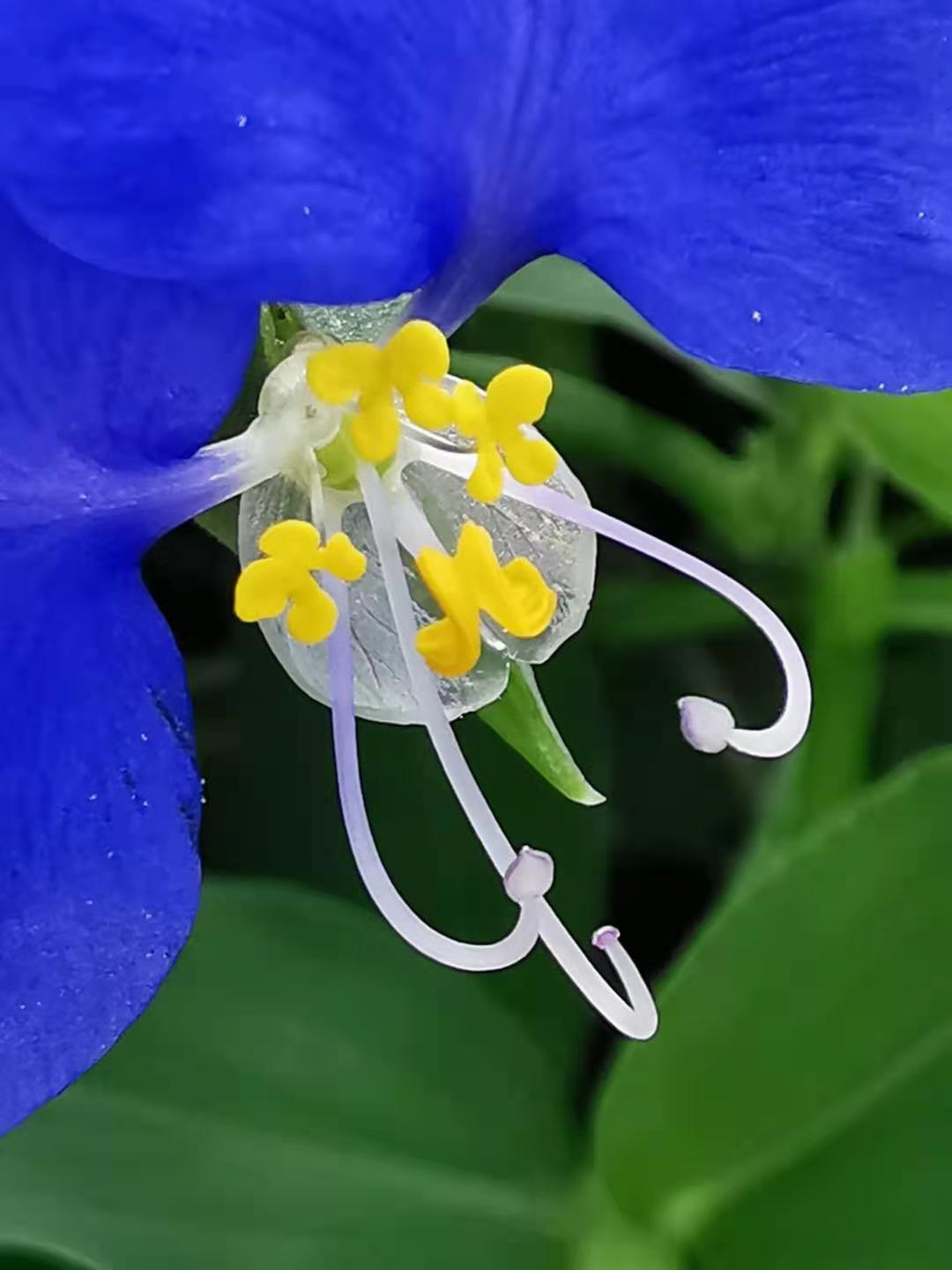
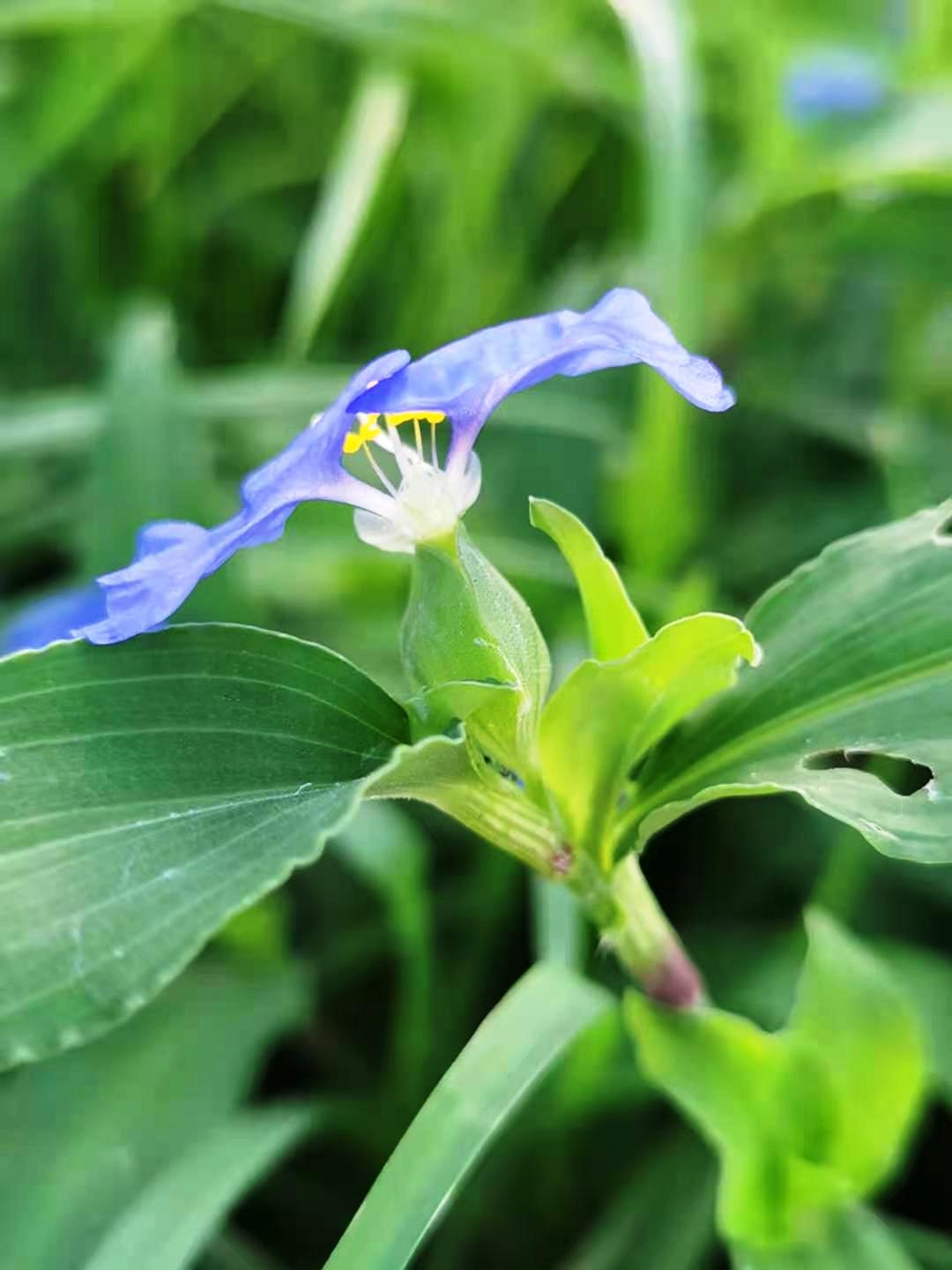
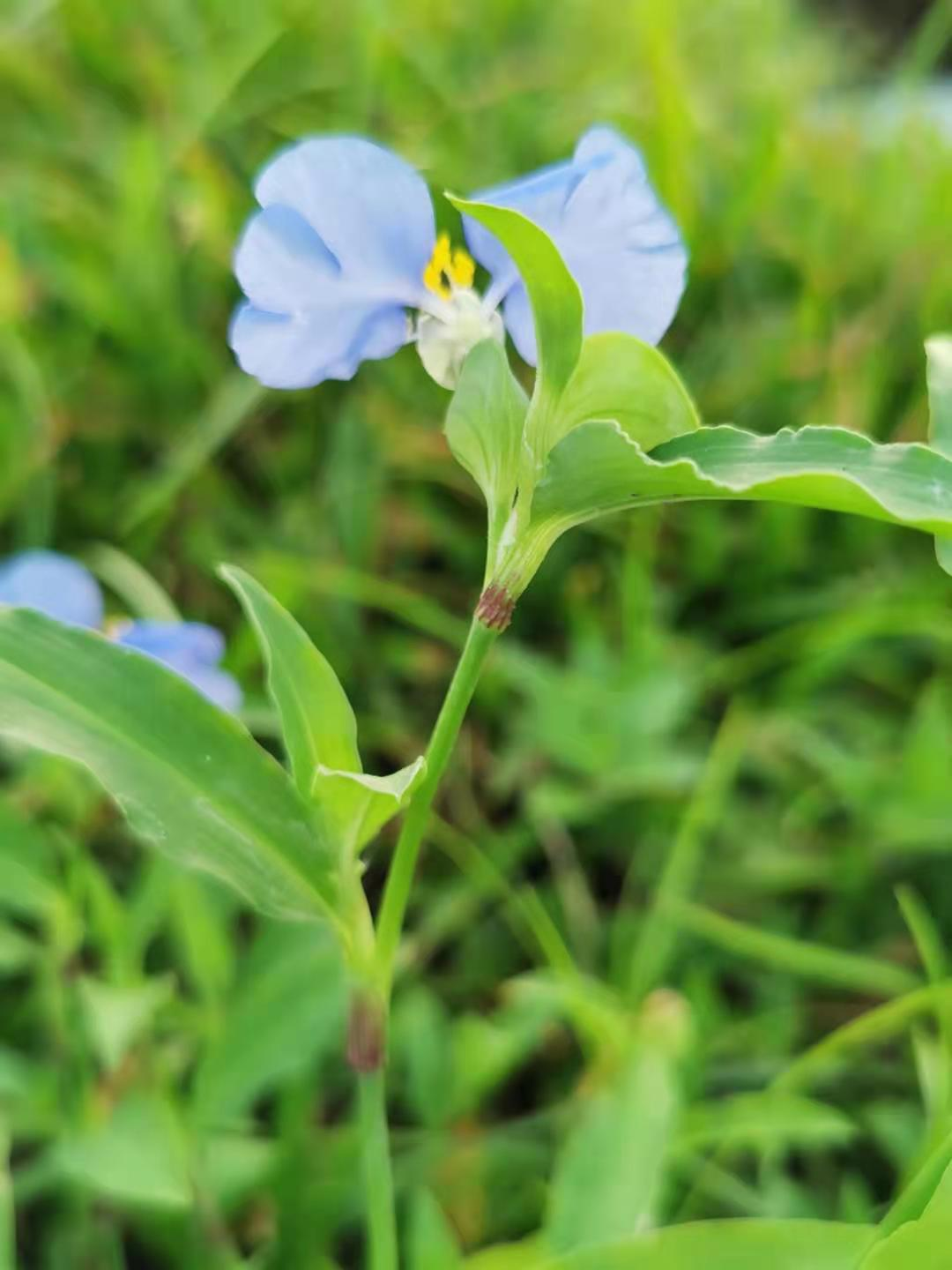
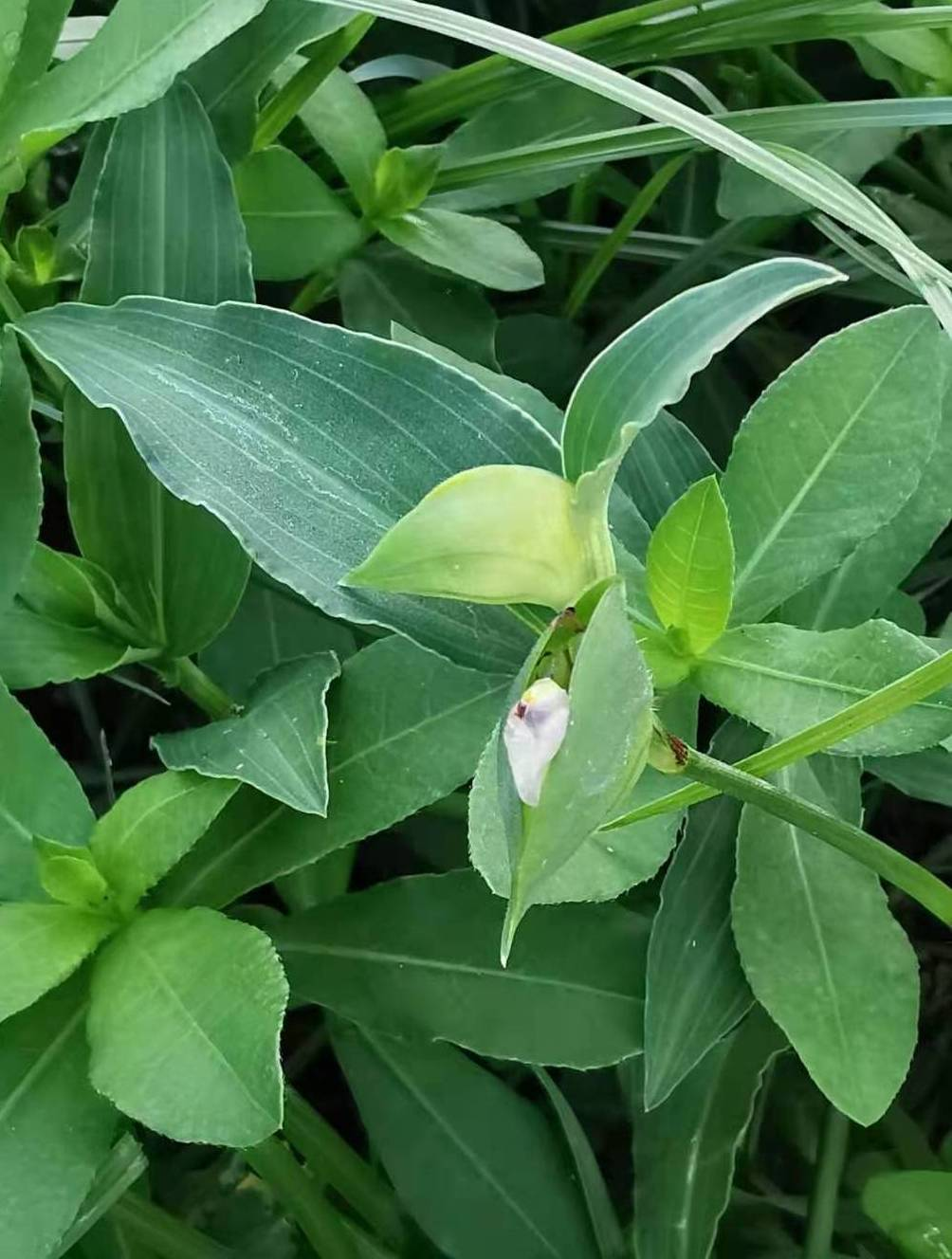
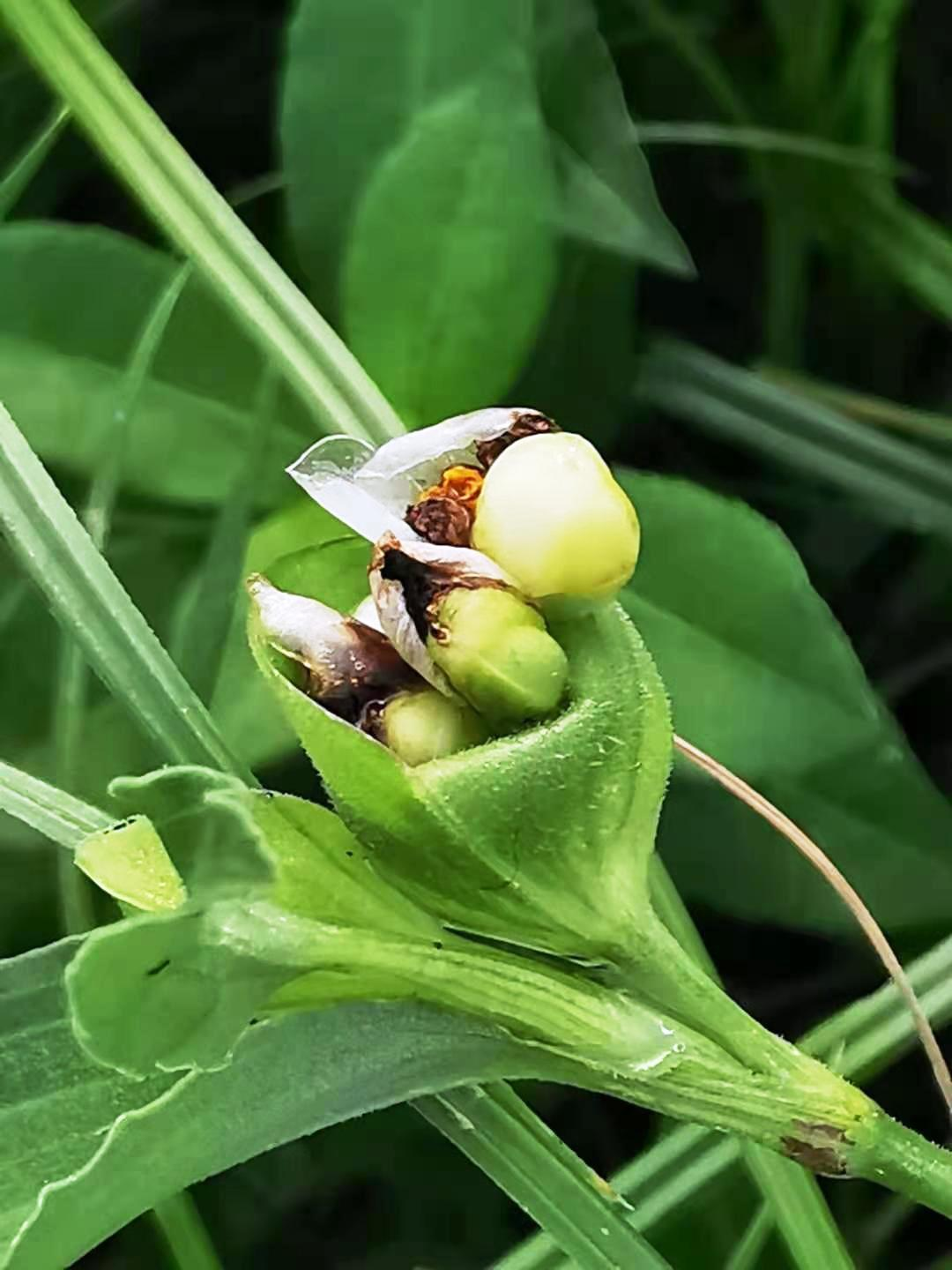
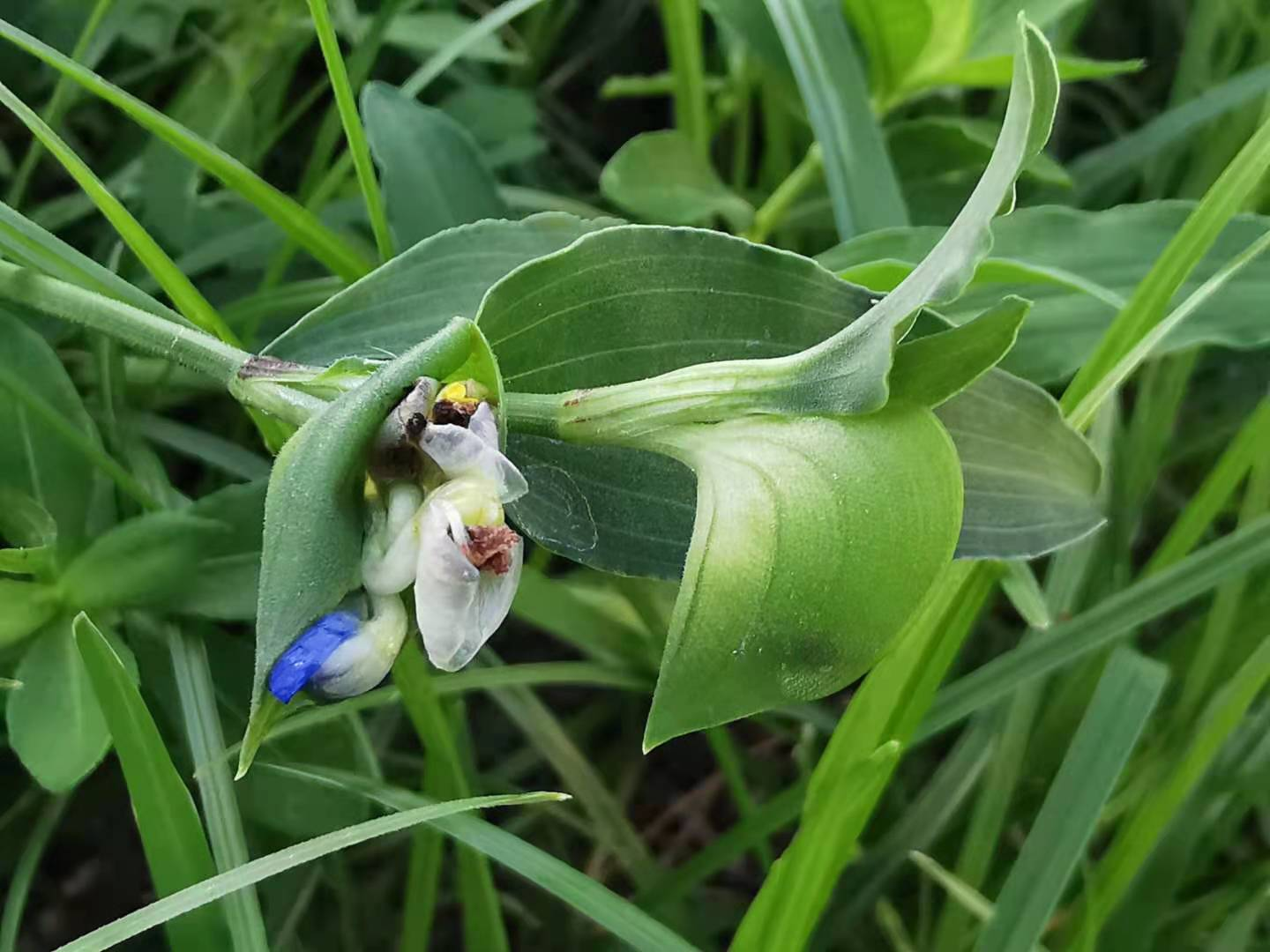

## 참고 자료
- 이 문서에는 다음커뮤니케이션(현 카카오)에서 GFDL 또는 CC-SA 라이선스로 배포한 글로벌 세계대백과사전의 내용을 기초로 작성된 글이 포함되어 있습니다.